# Michaił Potapow
Michaił Fieofanowicz Potapow (ros. Михаил Феофанович Потапов, ur. 23 stycznia 1921 w miejscowości Bakłanowskaja obecnie w rejonie dubowskim w obwodzie rostowskim, zm. 8 lipca 1943 w obwodzie kurskim) – radziecki wojskowy, kapitan, uczestnik wojny z Niemcami, uhonorowany pośmiertnie tytułem Bohatera Związku Radzieckiego (1943).

## Życiorys
W 1938 skończył szkołę we wsi Dubowskoje, następnie wyjechał do Moskwy z zamiarem wstąpienia do Moskiewskiej Szkoły Artylerii, którą ukończył w 1940. Uczestniczył w wojnie z Niemcami od 22 czerwca 1941. Brał udział m.in. w bitwie pod Stalingradem i bitwie kurskiej. Walczył w składzie 1188 pułku artylerii przeciwpancernej 13 Brygady Artylerii Przeciwpancernej 2 Armii Pancernej. Podczas bitwy pod Stalingradem 30 września 1942 jako dowódca baterii w stopniu starszego porucznika zastąpił rannego celowniczego i rannego dowódcę działa, obsługując działo artyleryjskie, zadając wrogowi straty i przyczyniając się do odparcia niemieckiego kontrataku. Został za to odznaczony orderem. Podczas bitwy na łuku kurskim 8 lipca 1943 również zastąpił rannego celowniczego działa, niszcząc niemieckie czołgi. Wkrótce potem zginął.

## Odznaczenia
- Złota Gwiazda Bohatera Związku Radzieckiego (pośmiertnie, 7 sierpnia 1943)
- Order Lenina (pośmiertnie, 7 sierpnia 1943)
- Order Czerwonego Sztandaru (6 listopada 1942)
- Medal za Odwagę (10 października 1942)
- Medal „Za obronę Stalingradu”